# Petit Saint Vincent

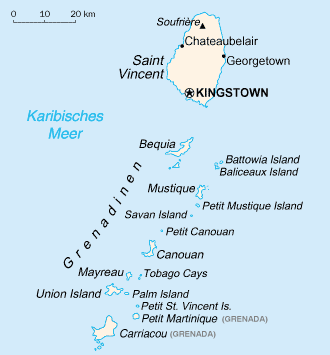
Lägeskarta över Petit Saint Vincent

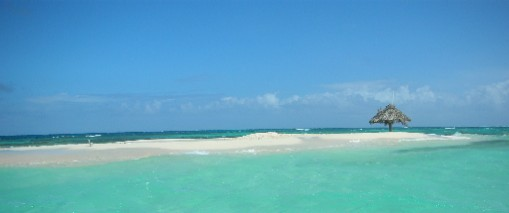
Stranden på Morpion Island nära Petit Saint Vincent

Petit Saint Vincent är en liten ö i ögruppen Grenadinerna bland de södra Små Antillerna i Karibiska havet i Västindien. Ön tillhör Saint Vincent och Grenadinerna och utgör nationens sydligaste gräns mot Grenada.

## Geografi
Petit Saint Vincent ligger cirka 70 km sydväst om huvudön Saint Vincent, cirka 10 km sydöst om ön Union Island och cirka 1 km norr om Petite Martinique. Ön har en areal om cirka 0,46 km² med en kustlinje om cirka 3,2 km.
Ön kan endast nås med fartyg då den saknar flygplats, det finns dagliga färjeförbindelser med grannön Union Island.
Utanför Petit Saint Vincent västra kust ligger småöarna Punaise och Morpion Island.

## Historia
Hela St Vincent löd under England mellan åren 1627 till 1673 varefter det utropades till neutralt territorium efter ett fördrag mellan England och Frankrike. År 1762 invaderade England öarna igen tills landet blev oberoende nation 1979.
1962 övergick Petit Saint Vincent i privat ägo då den köptes av amerikanske Haze Richardson, denne byggde sedan en liten semesteranläggning om 22 stugor på ön.